# Valerianella martini
Valerianella martini är en kaprifolväxtart som beskrevs av Losco. Valerianella martini ingår i släktet klynnen, och familjen kaprifolväxter. Inga underarter finns listade i Catalogue of Life.